# Santana do Mato
Santana do Mato é uma povoação portuguesa sede da Freguesia de Santana do Mato do Município de Coruche, freguesia com 103,06 km² de área e 945 habitantes (censo de 2021), tendo, assim, uma densidade populacional de 9,2 hab./km².
A freguesia foi criada pela lei n.º 43/84, de 31 de dezembro, com lugares desanexados da freguesia de Coruche.

## Demografia
A população registada nos censos foi:
| Distribuição da População por Grupos Etários | Distribuição da População por Grupos Etários | Distribuição da População por Grupos Etários | Distribuição da População por Grupos Etários | Distribuição da População por Grupos Etários |
| -------------------------------------------- | -------------------------------------------- | -------------------------------------------- | -------------------------------------------- | -------------------------------------------- |
| Ano                                          | 0-14 Anos                                    | 15-24 Anos                                   | 25-64 Anos                                   | > 65 Anos                                    |
| 2001                                         | 120                                          | 179                                          | 621                                          | 338                                          |
| 2011                                         | 122                                          | 90                                           | 584                                          | 352                                          |
| 2021                                         | 94                                           | 81                                           | 451                                          | 319                                          |

## História
É de salientar a forma como se escreve Santa Ana do Mato – é uma povoação que remonta, não se sabe ao certo, ao século XIV. Pela carta do Padre Manuel de Matos da Silva, datada de 30 de Abril de 1758, a freguesia de Santa Ana do Mato possuía 98 fogos e 305 pessoas de comunhão e 58 menores; junto da igreja apenas se acolhiam 10 pessoas, mas pela freguesia havia moradas espalhadas pelas sesmarias.
Era seu orago a gloriosa Santa Ana que, segundo a lenda, foi encontrada no meio do mato, daí a associação de palavras Santa Ana do Mato. O padre da freguesia era "capelão de curar", tendo "de próprio" 4 moios de pão meados de centeio e 20 mil réis de rendimento uns anos por outros.
Tinha juiz de vintena e escrivão da mesma. Colhia apenas centeio, tendo o campo coberto de mato.
Servia-se do correio de Montemor-o-Novo. Passou a pertencer ao concelho de Coruche a partir do ano de 1490.
É nos nossos dias uma povoação do Município de Coruche, Distrito de Santarém. Situada a 13 km de Coruche e 60 km de Évora é sede de freguesia com o mesmo nome desde 1985 (já havia sido sede de freguesia paroquial no século XV).
É uma zona essencialmente ou quase totalmente agrícola, onde predominam culturas tais como: tomate, arroz, trigo, centeio, cevada, aveia, uva, produtos hortícolas, etc. Predomina como actividade mais produtiva nos meses quentes do ano a extração da cortiça (tirada de cortiça).

## Atividades económicas
Extração de lenha e cortiça, produção de carvão e agricultura diversa.

## Festas e romarias
Santa Ana (Julho)

## Património cultural e edificado
- Igreja de Santa Ana
- Fontanário
- Fontes de Pau e do Povo
- Cruzeiro da Igreja
- Sobreiro da Herdade da Afeiteira

## Artesanato
- Artigos em cortiça